# Ioan Onisei
Ioan Onisei (n. 4 ianuarie 1954, Piatra Neamț – d. 3 februarie 2022) a fost un deputat român în legislatura 2000-2004, ales în județul Neamț pe listele partidului PD.

## Studii
Ioan Onisei a absolvit Colegiul Național „Petru Rareș” din Piatra Neamț și Facultatea de Drept a Universității din București.

## Activitatea parlamentară
Ioan Onisei a fost membru în grupurile parlamentare de prietenie cu Republica Belarus și UNESCO. 
Membru și co-raportor în Comisia Consiliului Europei pentru studiul democrației locale în Republica Moldova, referitor la admiterea acesteia în Consiliul Europei; 
Membru al Comisiei de organizare și raportor la prima Conferință Europeană asupra Cooperării Economice Regionale Est – Vest - 17-20 ianuarie 1996; 
Membru în colectivul de redactare al proiectului de modificare a Legii Administrației Publice Locale;
Membru în Comisia Permanentă a Congresului Puterilor Locale și Regionale al Consiliului Europei;
Expert în Comisia Consiliului Europei privind urmărirea aplicării „Cartei Europene a Autonomiei Locale”; 
Membru al Asociației Europene de Studii pentru Administrația Locală „ELGAR”; 
Membru în Asociația Experților guvernamentali și nonguvernamentali care lucrează în programele Consiliului Europei și ale Uniunii Europene; 
Ianuarie 1997 – februarie 1998 – Secretar de Stat, Ministerul Culturii 
Februarie – aprilie 1998 – Consilier, Comisia pentru Cultură a Senatului 
Aprilie – decembrie 1999 – Subsecretar de Stat la Departamentul pentru Administrația Publică Locală al Guvernului României 
Decembrie 1999 – decembrie 2000 – Secretar de Stat, Ministerul Funcției Publice 
Decembrie 2000 – noiembrie 2004 – Deputat 
Membru al Comisiei pentru Cultură, Arte și Mijloace de Informare în Masă;
Membru în Comisia Parlamentară pentru Revizuirea Constituției; 
Membru al Comisiei Parlamentare pentru însemne, distincții și decorații; 
Membru al Adunării Parlamentare a Francofoniei;
Coautor la inițiativele sau proiectele legislative privind:
- liberul acces la informațiile de interes public;
- organizarea și funcționarea Agenției Române de Presă „Rompres”;
- Legea Audiovizualului;
- Legea bibliotecilor;
- Legea cinematografiei;
- Legea muzeelor și colecțiilor;
- Legea privind cultura scrisă;
- Legea așezămintelor de cultură;

Autor și coautor la propunerile formulate de Partidul Democrat privind revizuirea Constituției
Autor sau coautor a numeroase amendamente la actele normative privind:
- „pachetul anticorupție”;
- administrația publică locală și centrală;
- alegerile locale;
- cinematografia;
- audiovizualul

## Alte activități
- Ianuarie 2005 – ianuarie 2007 – Secretar de Stat, Ministerul Culturii și Cultelor
- Ianuarie 2007-  decembrie 2012 – Membru al Consiliului Național al Audiovizualului
- Ianuarie 2009 - decembrie 2010 – Vicepreședinte al Consiliului Național al Audiovizualului

A fost membru al Consiliului Național al Audiovizualului și membru în Comisia de cultură a Parlamentului.
Inițiator și/sau coautor la:
- Ordonanța de urgență nr. 181/2008 pentru modificarea și completarea Legii audiovizualului nr. 504/2002, aprobată cu modificări și completări prin Legea nr. 333 din 11 noiembrie 2009
- Actul normativ, de modificare și completare a Legii audiovizualului nr. 504/2002, care a asigurat în principal:
  - transpunerea prevederilor Directivei serviciilor mass-media audiovizuale;
  - reevaluarea normelor privitoare la limitarea proprietății și a poziției dominante în formarea opiniei publice, drept o consecință a extinderii domeniului de aplicabilitate al Directivei prin includerea noilor servicii mass-media audiovizuale la cerere;
  - asigurarea cadrului legal de funcționare a serviciilor de televiziune digitală.